# Karelščina
Karelščina je finski jezik, razširjen na območju ruske Republike Karelije. Karelščina je zelo sorodna vzhodnim finskim dialektom, nekateri finski jezikoslovci so jo v preteklosti obravnavali kot narečje finščine, vendar ima ta danes status samostojnega jezika. Karelščine ne smemo zamenjevati z južnokarelskimi jeziki. Jezik ima po navedbah ruskega popisa iz leta 2020–2021 9000 naravnih govorcev, 14.000 ljudi pa trdi, da znajo jezik govoriti.
Karelščina ni poenoten jezik, ampak je skupina treh nadnarečij, to so severna karelščina, oloneška karelščina in tverska karelščina, v besedilih pa se pojavlja tudi ludiščina. Vse jezikovne različice uporabljajo latinico, v preteklosti pa se je uporabljala tudi cirilica. Zapis karelščine je odvisen od v besedilu uporabljenega narečja.

## Razvrstitev
Karelščina je finski jezik uralske jezikovne družine in je tesno soroden finščini. Finščina in karelščina imata skupnega prednika v protokarelščini, ki se je v železni dobi govorila na obalah Ladoškega jezera. Karelščina ima tudi nepretrgane narečne vezi z vzhodnofinskimi narečji. V preteklosti so finski jezikoslovci karelščino uvrščali med finska narečja, vendar je danes obravnavana kot samostojen jezik.

## Uporaba
Karelščina je pred izumrtjem 'zagotovo ogrožen' jezik. Več kot 45 odstotkov govorcev karelščine je starejših od 65 let, manj kot en procent je mlajših od 15 let. Jezik s 43 odstotno govorjenostjo prav tako ni večinski jezik znotraj Republike Karelije.

## Geografska razširjenost
V Rusiji govori karelščino približno 13.880 ljudi (2020), večinoma v Republiki Kareliji, čeprav opazne karelske skupnosti obstajajo tudi v Tverski oblasti severozahodno od Moskve. Po preteklih ocenah na Finskem živi 5000 govorcev tega jezika, večinoma pripadnikov starejših generacij, po novejših ocenah pa je število ljudi z vsaj minimalnim znanjem jezika okrog 30.000. Karelijci zaradi preseljevanja po drugi svetovni vojni danes živijo razpršeno po vsej Finski in karelščina ne predstavlja več jezika lokalne skupnosti.
Karelščina ima v Republiki Kareliji status manjšinskega jezika, od 90. let 20. stoletja pa se pojavljajo vzgibi za sprejetje karelščine kot uradnega jezika, kar bi jo izenačilo z ruščino. Kareli v Tverski oblasti imajo narodnostno in kulturno samostojnost, kar jim omogoča uporabo karelščine v šolskem sistemu in medijih. Na Finskem je jezik v okviru Evropske listine za regijske in manjšinske jezike priznan kot ne-regijski manjšinski jezik.
Karelščina se deli na dve skupini, ki ju lahko obravanavamo bodisi kot ločena jezika bodisi kot nadnarečji. Deli se na pravo karelščino, ki se dalje deli na severno in južno karelščino, ter olomoško karelščino. Vsi imajo skupne narečne prednike, vendar posamezne različice karelščine niso medsebojno izmenljive. Varieties can be further divided into individual dialects: V ruski literaturi se za narečje karelščine obravnava tudi ludinščino, vendar je ta danes obravnavana kot ločen jezik, saj izkazuje močne vezi z vepščino.